# Pașaport

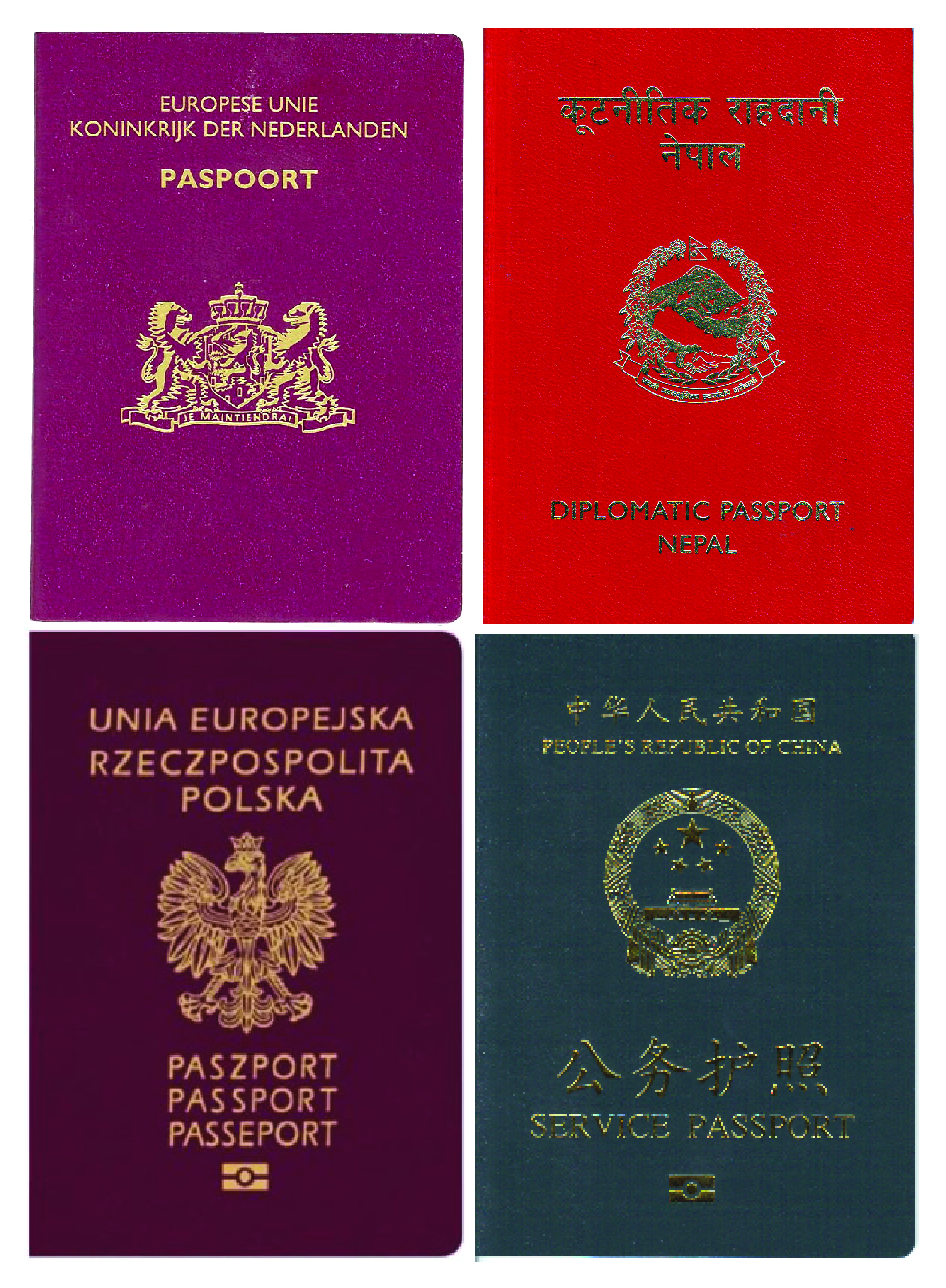
Pașaport ordinar olandez, Pașaport diplomatic nepalez, Pașaport ordinar polonez, Pașaport de serviciu chinez

Pașaportul este un document oficial de călătorie emis de un guvern, care certifică identitatea și naționalitatea unei persoane pentru călătorii internaționale. Pașaportul permite posesorului său să intre și să locuiască temporar într-o țară străină, să acceseze ajutor și protecție locală și să obțină asistență consulară de la guvernul său. Pe lângă facilitarea călătoriilor, pașapoartele sunt un mecanism-cheie pentru securitatea la frontieră și reglementarea migrației; de asemenea, pot servi ca mijloc oficial de identificare pentru diverse scopuri interne.
Pașaportul modern a fost adoptat și standardizat universal în 1920. El are forma unui carnet ce poartă numele oficial și emblema guvernului emitent și include informațiile biografice ale persoanei, cum ar fi numele complet, fotografia, locul și data nașterii și semnătura. 
Din 1998, multe țări au trecut la pașapoartele biometrice, care conțin un microcip integrat pentru a facilita autentificarea și pentru a preveni contrafacerea. Începând cu iulie 2024, peste 150 de jurisdicții emit astfel de „e-pașapoarte”; cele emise anterior rămân de obice valabile până la expirare.

## Eligibilitate

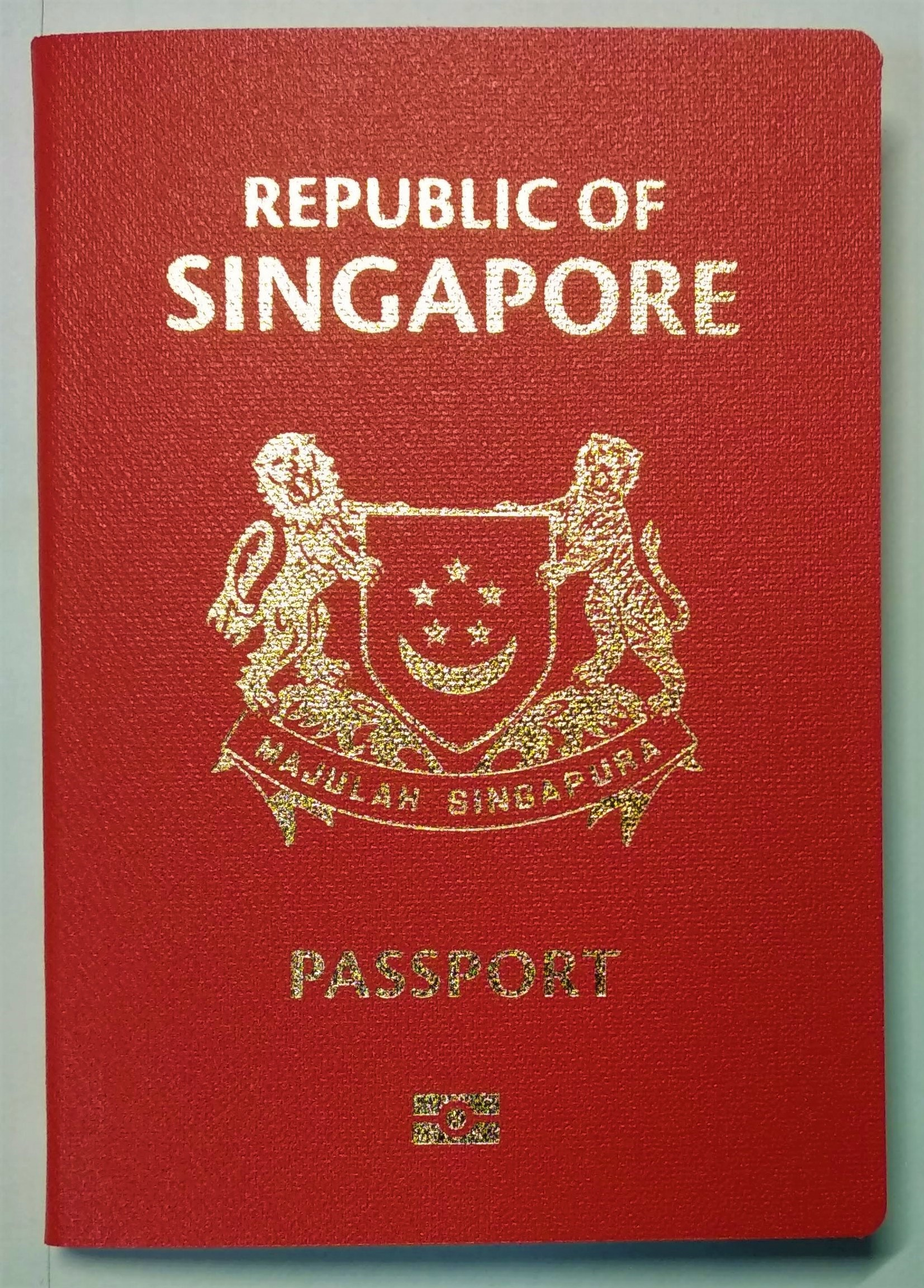
Pașaportul Singaporean, cel mai puternic pașaport din lume începând cu 2025

Eligibilitatea pentru pașaport variază în funcție de jurisdicție. Cetățenia este cea mai comună cerință, totuși, pașapoartele pot fi emise și altor persoane. Deși pașapoartele sunt emise de guvernele naționale, unele entități subnaționale sunt autorizate să emită pașapoartele cetățenilor rezidenți în granițele lor. Alte tipuri de documente oficiale pot servi un rol similar cu pașapoartele, dar sunt supuse unor cerințe, scopuri sau restricții diferite.
De regulă, indivizilor li se permite să dețină un singur pașaport, dar anumite guverne permit să cetățenilor să dețină mai multe pașapoarte. Indivizii pot deține simultan un pașaport normal și unul oficial sau diplomatic.
Fiecare țară își stabilește propriile condiții pentru emiterea pașapoartelor. În legislația majorității țărilor, pașapoartele sunt proprietatea guvernului și pot fi limitate sau revocate în orice moment, de obicei pe motive specificate și, eventual, supuse unei revizuiri judiciare. În multe țări, predarea pașaportului este o condiție pentru eliberarea pe cauțiune, în locul încarcerării înainte de un proces penal, din cauza riscului de a părăsi țara.
Cerințele pentru solicitanții de pașapoarte variază semnificativ de la o țară la alta. De exemplu, Pakistanul cere ca solicitanții să fie intervievați înainte de a li se elibera un pașaport pakistanez.
Țările cu cerințe de serviciu militar pot impune restricții pentru solicitanții de pașapoarte care nu și-au îndeplinit obligațiile militare. De exemplu, în Finlanda, bărbații cetățeni între 18–30 de ani trebuie să demonstreze că și-au completat sau sunt scutiți de serviciul militar obligatoriu pentru a primi un pașaport fără restricții; altfel, pașaportul emis este valabil doar până la împlinirea a 28 de ani, pentru a se asigura că se întorc să efectueze serviciul militar. Țări precum Coreea de Sud și Siria au cerințe similare.

## Tipuri de pașapoarte
În trecut, anumite țări emiteau pașapoarte colective sau pașapoarte de familie. Guvernele din întreaga lume emit o varietate de pașapoarte pentru scopuri diferite.

### Pașapoarte de urgență
Pașapoartele de urgență (denumite și pașapoarte temporare) sunt emise persoanelor care au nevoie urgentă de a călători, dar nu dețin pașapoarte, de exemplu, cuiva aflat în străinătate care și-a pierdut pașaportul sau căruia i-a fost furat, cu nevoie de a călători acasă în câteva zile, sau unei persoane a cărei pașaport expiră în străinătate.
Aceste pașapoarte sunt destinate unei durate foarte scurte, de exemplu, pentru o călătorie imediată într-un singur sens, spre țara de origine. Ele pot fi emise de ambasade.

### Pașapoarte diplomatice și oficiale
Conform Convențiilor de la Viena, diplomații și alte persoane care călătoresc în interes guvernamental au dreptul la o examinare redusă la punctele de control de frontieră. Astfel, aceste persoane primesc de obicei pașapoarte speciale care indică statutul lor. Acestea sunt de trei tipuri distincte:
1. Pașapoartele diplomatice sunt emise de obicei diplomaților acreditați, personalului consular senior, șefilor de stat sau guvern și angajaților superiori ai ministerelor de externe. Posesorii acestor pașapoarte beneficiază de imunități la controalele de frontieră.
2. Pașapoartele de serviciu/oficiale sunt emise oficialilor guvernamentali care călătoresc în interes de stat, dar nu sunt eligibili pentru pașapoarte diplomatice. Posesorii acestor pașapoarte beneficiază de imunități la controalele de frontieră.
3. Pașapoartele pentru afaceri publice sunt emise cetățenilor chinezi cu funcții de conducere în companiile de stat. Aceste pașapoarte oferă politici de viză mai flexibile în multe țări din Africa și Asia.

## Valabilitate
Pașapoartele au o valabilitate limitată, de obicei între 5 și 10 ani. Multe țări cer ca acestea să fie valabile cel puțin șase luni după data planificată a plecării, precum și să aibă cel puțin două până la patru pagini goale. Multe țări nu acceptă pașapoarte mai vechi de 10 ani.

## Design

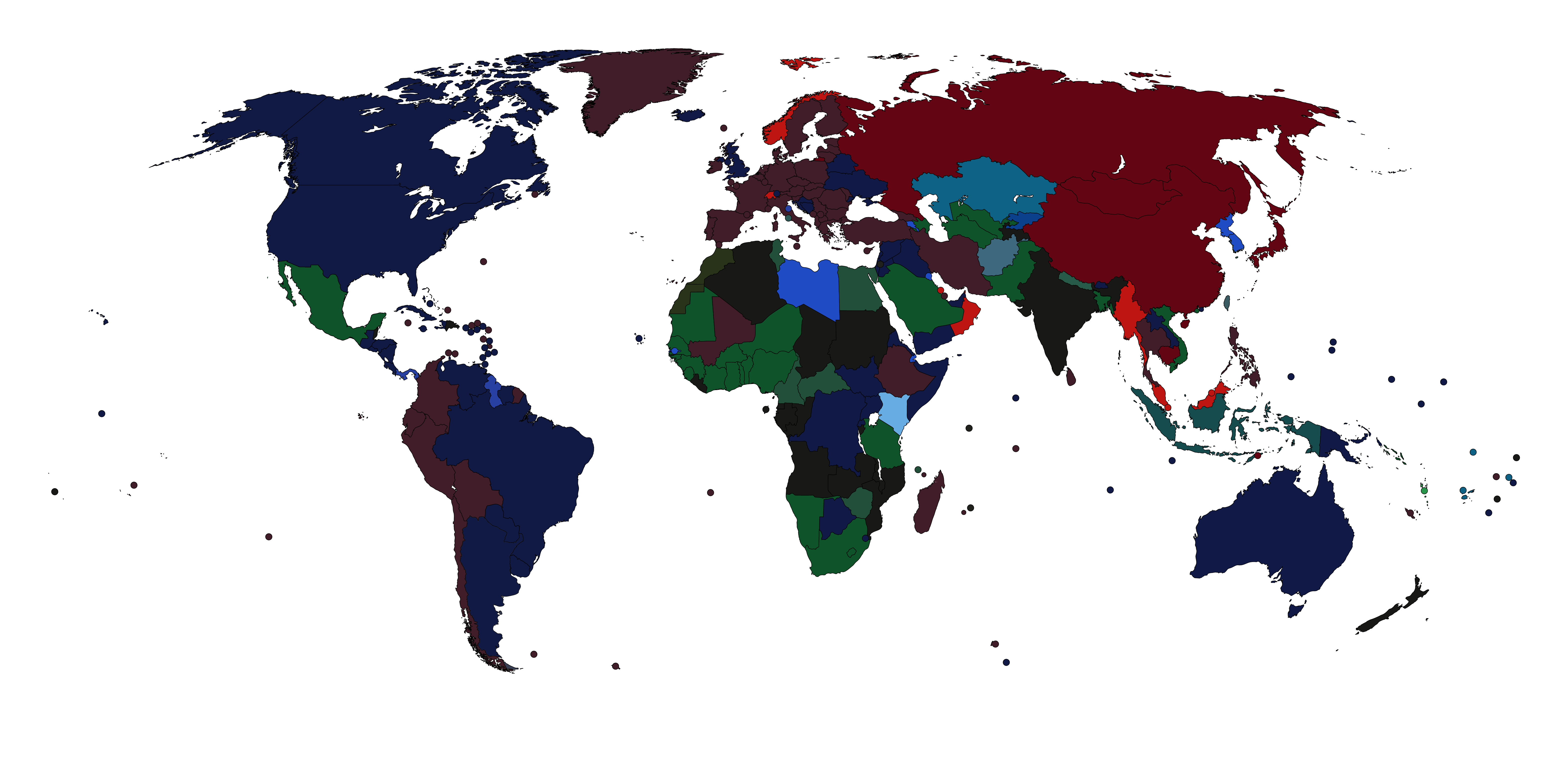
Culorile coperților

Coperțile pașapoartelor din aproape toate țările afișează stema națională. Totuși, aceasta nu este o cerință recunoscută internațional. Grupuri de țări au adoptat, prin acord mutual, designuri comune pentru pașapoarte, cum ar fi cele din Uniunea Europeană.
ICAO recomandă ca pașapoartele să fie emise în engleză, franceză și spaniolă sau în limba națională și una dintre acestea. Multe țări europene folosesc limba națională împreună cu engleza și franceza.
Pașapoartele conțin uneori un mesaj, de obicei aproape de început, care solicită ca titularul să fie lăsat să treacă liber și să primească asistență în caz de nevoie. Mesajul este emis în numele guvernului sau al șefului statului și poate fi scris în mai multe limbi, în funcție de politica lingvistică a autorității emitente.
O metodă de evaluare a valorii unui pașaport este calcularea scorului de mobilitate (SM). Scorul de mobilitate al unui pașaport reprezintă numărul de țări care permit deținătorului pașaportului să intre pentru turism general fără viză, cu viză la sosire, eTA (autorizație electronică de călătorie) sau eVisa emisă în termen de 3 zile. Începând cu 2023, cel mai puternic pașaport din lume este pașaportul din Singapore.

## Limite de utilizare
Multe țări cer de obicei vizitatorilor să obțină o viză. Fiecare țară are cerințe sau condiții diferite pentru acordarea vizelor, cum ar fi nevoia ca vizitatorul să nu devină o povară publică din motive financiare, de sănătate, familiale sau de altă natură și să nu fi fost condamnat pentru o infracțiune sau să fie considerat susceptibil de a comite una. În cazurile în care o țară nu recunoaște o altă țară sau este în conflict cu aceasta, poate fi interzisă intrarea deținătorilor de pașapoarte ai celeilalte părți implicate în conflict și, uneori, chiar și altor persoane care, de exemplu, au vizitat acea țară. O țară care emite un pașaport poate, de asemenea, să-i restricționeze valabilitatea sau utilizarea în anumite circumstanțe, cum ar fi utilizarea pentru călătorii în anumite țări din motive politice, de securitate sau de sănătate.
Multe națiuni implementează controale la frontieră care restricționează intrarea persoanelor de anumite naționalități sau care au vizitat anumite țări.
- Georgia refuză intrarea deținătorilor de pașapoarte emise de Republica China.
- Estul Libiei este interzis cetățenilor din Bangladesh, Pakistan, Sudan, Siria, Yemen.
- Pașapoartele pakistaneze menționează explicit că acestea sunt valabile în toate țările, cu excepția Israelului.
- Majoritatea țărilor arabe, precum și Iranul, interzic cetățenilor israelieni să intre.
- Între septembrie 2017 și ianuarie 2021, Statele Unite ale Americii nu au emis vize noi cetățenilor din Iran, Coreea de Nord, Libia, Somalia, Siria sau Yemen, în conformitate cu restricțiile impuse de administrația Trump, care au fost ulterior abrogate de administrația Biden pe 20 ianuarie 2021.

## România

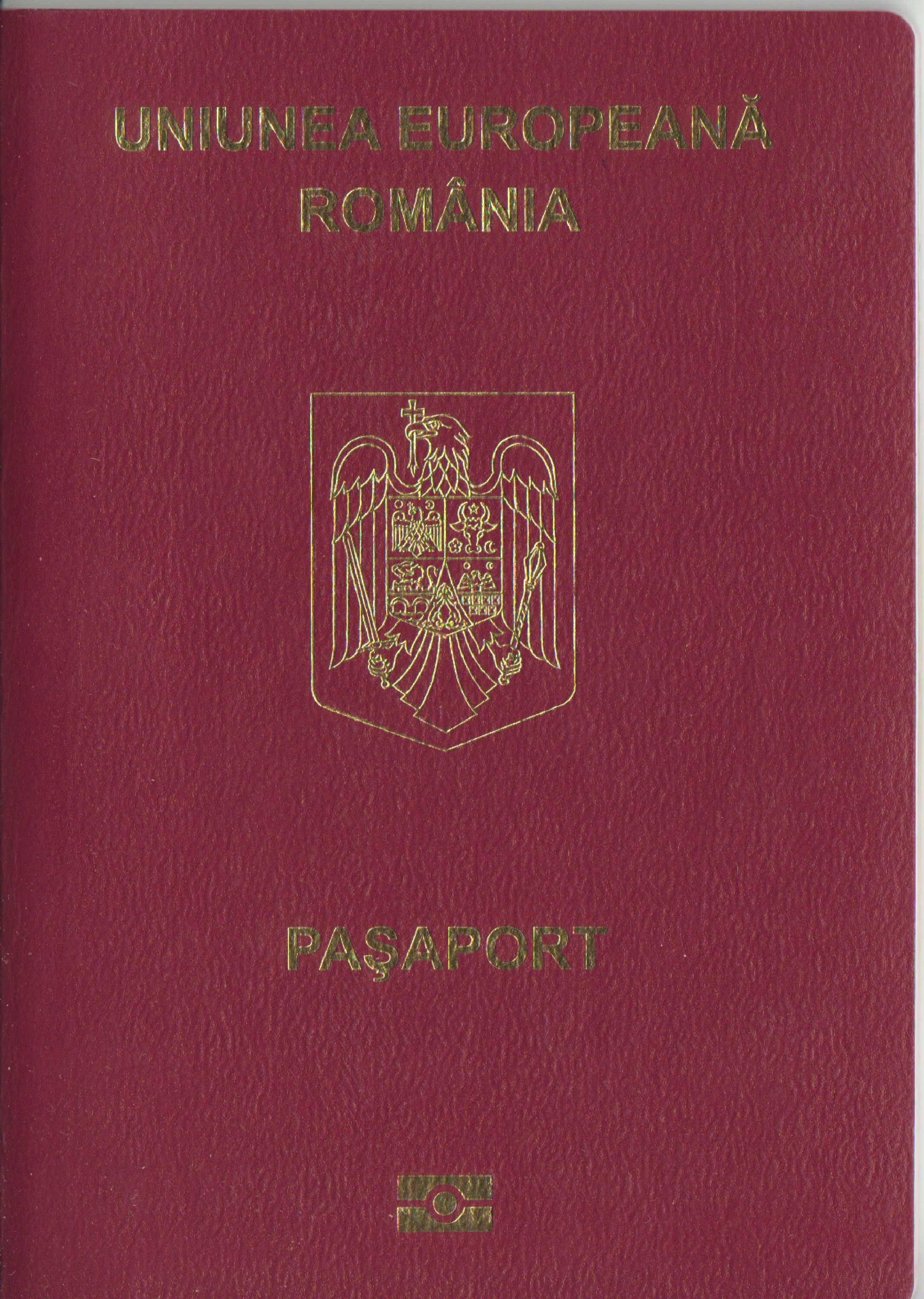
Pașaport, România

Începând cu 2009 (mai precis la 31 decembrie 2008) România a pus în circulație pașapoarte electronice. 
În străinătate, pașaportul dă dreptul titularului la asistență și protecție din partea misiunilor diplomatice și a oficiilor consulare ale României.
Pașaportul este proprietatea statului român.
Cererile pentru eliberarea pașapoartelor se depun personal de către solicitanți, în țară, la Serviciile Publice Comunitare de Pașapoarte, în a căror rază de competență au domiciliul sau, după caz, reședința, iar în străinătate, la misiunile diplomatice și oficiile consulare ale României.
În cazul în care din motive obiective solicitantul pașaportului nu se poate prezenta la serviciul public comunitar de  pașapoarte pe raza căruia are domiciliul, cererile pentru eliberare pot fi depuse la cel mai apropiat serviciu public comunitar de pașapoarte.

### Tipuri de pașapoarte
Tipurile de documente de călătorie pe baza cărora cetățenii români pot călători în străinătate eliberate cetățenilor români în condițiile legii sunt: pașaportul diplomatic, pașaport de serviciu, pașaport simplu electronic, pașaport simplu temporar precum și cartea de identitate valabilă, pentru cetățenii români care călătoresc în statele Uniunii Europene.
Pașapoartele simple se eliberează de Ministerul Afacerilor Interne, prin serviciile publice comunitare de pașapoarte, cetățenilor români care nu se află în una dintre situațiile de suspendare a exercitării dreptului la libera circulație în străinătate.
Pașapoartele simple se păstrează de către titulari, care au obligația de a nu le înstrăina, cu excepția situațiilor în care documentele se rețin de autoritățile competente sau se depun la misiunile diplomatice ori oficiile consulare străine, în vederea aplicării vizei.
Pașapoartele simple ale minorilor care nu au împlinit vârsta de 14 ani se păstrează de către părinții acestora, reprezentanții legali sau, după caz, de către însoțitori, atunci când minorii se deplasează în străinătate împreună cu alte persoane, în condițiile prezentei legi.

### Valabilitatea pașapoartelor
Valabilitatea pașapoartelor simple este de:
a) 3 ani pentru persoanele care nu au împlinit 12 ani;
b) 5 ani pentru persoanele cu vârsta cuprinsa între 12 si 18 ani;
c) 10 ani pentru persoanele care au împlinit vârsta de 18 de ani.

### Termenele de eliberare a pașapoartelor
Termenul în care se soluționează cererile pentru eliberarea pașapoartelor simple nu poate fi mai mare de 30 de zile lucrătoare.
În cazul cererilor depuse la misiunile diplomatice și oficiile consulare ale României în străinătate, termenul maxim pentru eliberarea pașaportului simplu electronic este de 45 de zile pentru țările din cadrul U.E și 90 de zile pentru țările din afara U.E.